# Mart Hällgren
Per Martin (Mart) Hällgren, född 8 februari 1968 i Solna församling, är en svensk musiker, känd som sångare, basist, låtskrivare och frontman i trallpunkbandet De Lyckliga Kompisarna. 

## Biografi
Hällgren är uppvuxen i Tumba, dit han flyttade som sjuåring. 1979 startade han sedan sitt första punkband, under namnet Likström. Tio år senare, 1989, bildade han De Lyckliga Kompisarna tillsammans med Björn Gunér. Bandet var aktivt till 1997 och återförenades 2008.
Före De Lyckliga Kompisarna, det band som Hällgren är mest förknippad med, spelade Hällgren i ett flertal andra band, exempelvis Dr. Anti-Skval (1984–1986), Crudity och Greven & James. Han har även spelat och varit frontfigur i UBBA samt själv stått för allt i enmansbandet Total Egon, som har funnits sedan 1984 och som har varit mer eller mindre aktivt på grund av Hällgrens engagemang i andra band. 
Sedan 1993 är han dessutom medlem i supergruppen Krymplings, där han sjunger och spelar trummor.
Han är bosatt i Sala, där han har sin egen studio, "Hemmet". Hällgren arbetar på samma ort som lärare i matematik och fysik på Kungsängsgymnasiet.

## Diskografi som Total Egon
- 1987 - Fördomar mot (EP)
- 1988 - Guldkängan (EP)
- 1989 - Män (EP)
- 1992 - Samling i det gröna (samlingsskiva)
- 1994 - Hoppar högt hugger snabbt
- 2005 - Vi ses i sommar!
- 2007 - Stockholmis i mitt hjärtis
- 2022 - Aotom taotom (singel) (cover på Euskefeurats Aótom taótom)

## Diskografi som Mart
- 1988 - Sighstens Grannar
- 1997 - En kille som e go (EP)
- 1998 - Helt enkelt